# Adolf Schöll
Gustav Adolf Schöll (født 2. september 1805 i Brünn, død 26. maj 1882 i Jena) var en tysk arkæolog. Han var far til Rudolf og Fritz Schöll.
Efter en rejse sammen med C.O. Müller i Italien og Grækenland blev han 1842 professor i klassisk arkæologi i Halle, næste år direktør for kunstanstalterne i Weimar. Hans skrifter er nu lidet kendte (Sophokles, sein Leben und Wirken, 1842; Beiträge zur tragischen Poesie der Griecher, 1. og eneste bind 1839; og flere). Af større betydning er hans udgivelse af en del af Goethes korrespondance med mere (Briefe und Aufsätze von Goethe a. d. Jahren 1766—86, 1846; Goethes Briefe an Frau von Stein, 3 bind, 1848—51).